# Paratomellidae
Super-famille
Famille
Les Paratomellidae sont une famille de l'embranchement des Acoela.

## Liste desgenres
Selon WRMS
- Hesiolicium
- Paratomella

## Référence
- Dörjes, 1966 : Paratomella unichaeta nov. gen. nov. spec., Vertreter einer neuen Familie der Turbellaria Acoela mit asexueller Fortpflanzung durch Paratomie. Veröff Inst Meeresforsch Bremerh Sonderb 2 pp. 187-200.